# میشل دوکیتی
میشل دوکیتی (انگلیسی: Michele Dougherty؛ زادهٔ ) یک دانشمند اهل آفریقای جنوبی است.